# Sigma Lupi
Désignations
Sigma Lupi (en abrégé σ Lup) est une étoile variable de la constellation australe du Loup. Elle est visible à l'œil nu avec une magnitude apparente d'environ 4,4. L'étoile présente une parallaxe annuelle de 5,67 mas mesurée par le satellite Hipparcos, ce qui indique qu'elle est distante d'environ ∼ 580 a.l. (∼ 178 pc) de la Terre. Elle est membre du sous-groupe Haut-Centaure Loup de l'association Scorpion-Centaure, qui est l'association d'étoiles massives de types O et B la plus proche du Système solaire.
Sigma Lupi est une étoile bleu-blanc de la séquence principale de type spectral B1/B2 V. Il s'agit d'une étoile riche en hélium qui montre également une surabondance en azote mais une sous-abondance en carbone par rapport au Soleil. D. vander Linden et Christiaan L. Sterken ont découvert que l'étoile est variable à partir de données obtenues en 1984 et publiées en 1987. Sa magnitude apparente varie entre 4,42 et 4,44 selon une période de 3,02 jours. Jerzykiewicz et Sterken (1992) ont suggéré que l'étoile pourrait être une binaire proche et que le système serait ainsi une variable ellipsoïdale, mais les auteurs n'étaient pas en mesure d'exclure d'autres causes telles que la modulation rotationnelle. Des études de 2012 et de 2023 montrent que la variabilité est liée à la rotation de l'étoile,.
En plus de cette variation dominante, il en existe une autre  de plus haute fréquence, à un rythme de 10,934 82 cycles par jour et d'une amplitude de seulement 0,0031 en magnitude visuelle. Son origine n'est pas encore expliquée.  L'AAVSO répertorie l'étoile comme une variable de type SX Arietis.
Sigma Lupi est une jeune étoile neuf fois plus massive que le Soleil et âgée de 13,4 millions d'années. Elle tourne sur elle-même à une vitesse de rotation projetée de 68 km/s et sa période de rotation est de 3,02 jours. Un champ magnétique stellaire a été détecté, avec un champ polaire d'une force d'environ 500 G, et qui varie longitudinalement avec une amplitude d'environ 100 G. Le rayon de l'étoile est 4,8 fois plus grand que le rayon solaire, elle est environ 5 750 fois plus lumineuse que le Soleil et sa température de surface est de 23 000 K.